# Aichi E13A
Aichi E13A (japanski 零式水上偵察機 - "Type Zero Recon Seaplane"; saveznički naziv "Jake") je bio daleko dometni japanski izvidnički zrakoplov tijekom Drugog svjetskog rata. Po broju proizvedenih primjeraka bio je najznačajniji hidroavion Japanske carske mornarice.

## Operativna uporaba
U Kini je djelovao s nosača zrakoplova i krstarica. Kasnije je upotrebljavan za izviđanje za Napad na Pearl Harbor, te je sudjelovao u Bitci na Koraljnom moru i Bitci za Midway. Bio je upotrebljavan za obalno patroliranje, transport, spašavanje kao i za mnoge druge misije, čak i za kamikaze u zadnjim danima rata.
Osam primjeraka je koristila Francuska mornarička avijacija tijekom Prvog indokineskog rata od 1945. – 1947. godine, dok se vjeruje da ih je nekolicinu koristila i Kraljevska Tajlandska mornarica prije rata. Jedan primjerak je bio zarobljen i korišten od strane Novozelandskih snaga, ali je potonuo.

## Inačice
- E13A1 – prototip i prvi proizvodni model.
- E13A1-K – inačica za obuku.
- E13A1a – redizajnirani plovci, poboljšana radio oprema.
- E13A1a-S – inačica za noćne zadatke.
- E13A1b – kao i E13A1a, ali s radarom.
- E13A1b-S – noćna verzija E13A1b
- E13A1c – inačica za napade na vozila, opremljena s dva 20mm topa „Type 99“, smještena ispod trupa.

### Proizvedeni primjerci
- 133 komada proizvedena od Aichi-ja,
- 1237 komada proizvedeno u tvornici „Kyūshū Hikōki K.K.“,[2]
- 48 komada proizvedeno u tvornici „Dai-Juichi Kaigun Kokusho“.

## Korisnici
- Japan

## Tehničke karakteristike (E13A1)
Izvori podataka: 
Osnovne karakteristike
- posada: 3[3]
- dužina: 11,31 m
- raspon krila: 14,50 m
- površina krila: 36,0 m2
- visina: 4,70 m

Letne karakteristike
- najveća brzina: 375 km/h
- dolet: 2.100 km
- brzina penjanja: 8,2 m/s
- najveća visina leta: 8.700 m
- specifično opterećenje krila: 101,1 kg/m 2
- motor: 1 x Mitsubishi Kinsei 43
  - propeler: 1

Naoružanje
- naoružanje: 1 × 7,7 mm strojnica „Type 92“ straga, 250 kg bombi

## Vanjske poveznice
- AirToAirCombat.com: Aichi E13A Jake  Arhivirana inačica izvorne stranice od 14. lipnja 2007. (Wayback Machine)